# Programa Mineração e Desenvolvimento

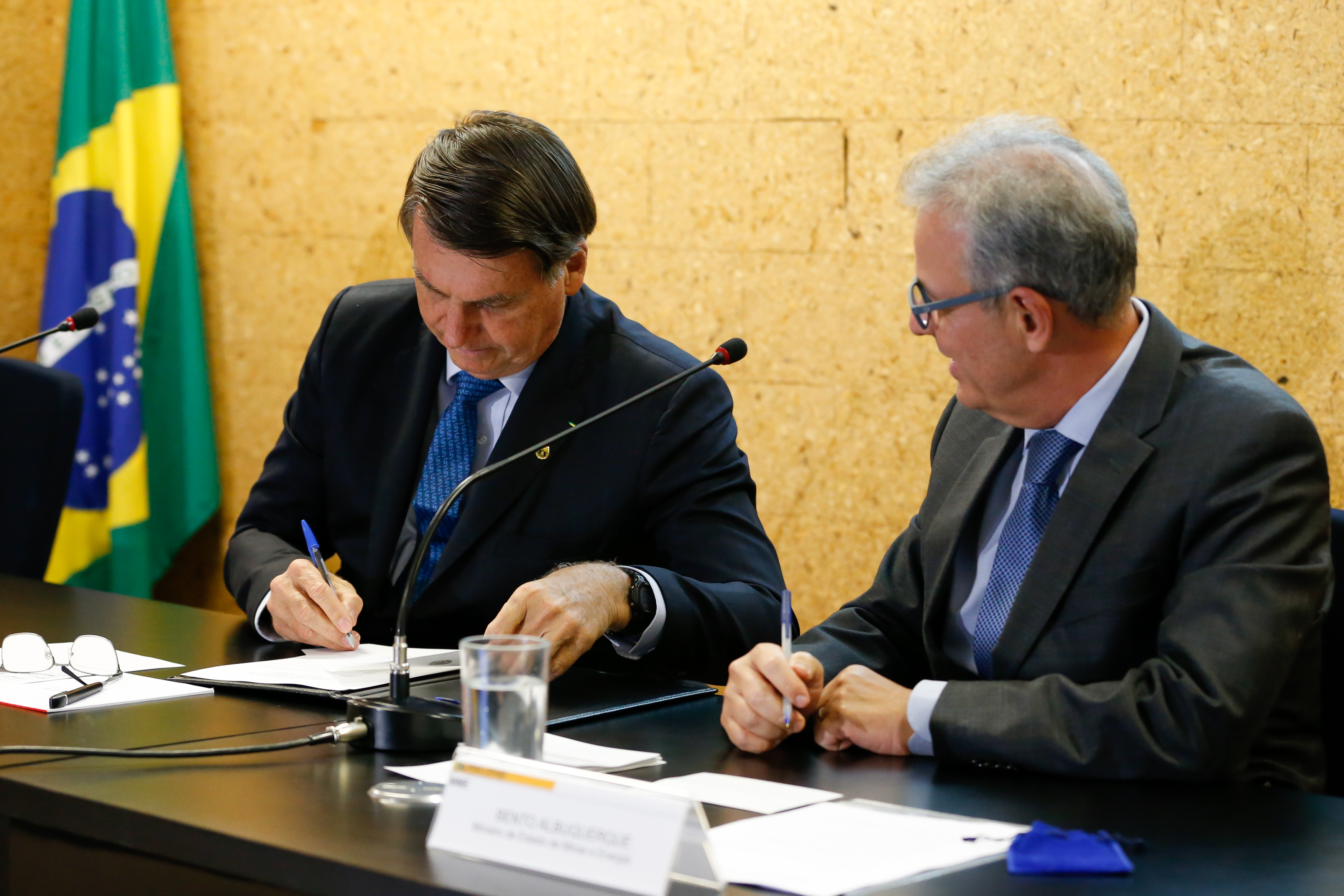
Jair Bolsonaro e Bento Albuquerque no Lançamento do Programa Mineração e Desenvolvimento

O Programa Mineração e Desenvolvimento (PMD) é um conjunto de metas e objetivos do Governo Federal destinado a atrair novos investimentos e promover o crescimento e desenvolvimento sustentável da mineração no país. A iniciativa contempla mais de cem metas em dez áreas de concentração da mineração para o período de 2020 a 2023. O ministro de Minas e Energia, Bento Albuquerque, participou da cerimônia de lançamento do programa, acompanhado do Presidente Jair Bolsonaro, em 28 de setembro de 2020.

## Histórico
O Brasil possui uma grande variedade de recursos minerais, e a mineração tem grande participação na economia do País. A mineração é uma das grandes forças da economia brasileira, importante vetor do progresso e sinônimo do seu desenvolvimento para a promoção do bem-estar de todos, além disso, a utilização dos bens minerais é essencial para a manutenção do estilo de vida que a sociedade moderna adotou, com a infinidade de bens, produtos, equipamentos e recursos tecnológicos.
Outros programas semelhantes foram implantados no Brasil, a exemplo do Projeto Grande Carajás e do Programa de Polos Agropecuários e Agrominerais da Amazônia, sempre destacando o potencial econômico desses recursos naturais.

## Programa
O Programa Mineração e Desenvolvimento trata, por exemplo, de questões relacionadas à economia mineral; à sustentabilidade; ao aproveitamento mineral em novas áreas; e a novos investimentos, tecnologias e financiamentos para o setor. Também prioriza a governança, a gestão e a eficiência do setor; e propõe metas ao enfrentamento à prática da mineração ilícita.

## Metas
Dentre as metas previstas, estão:

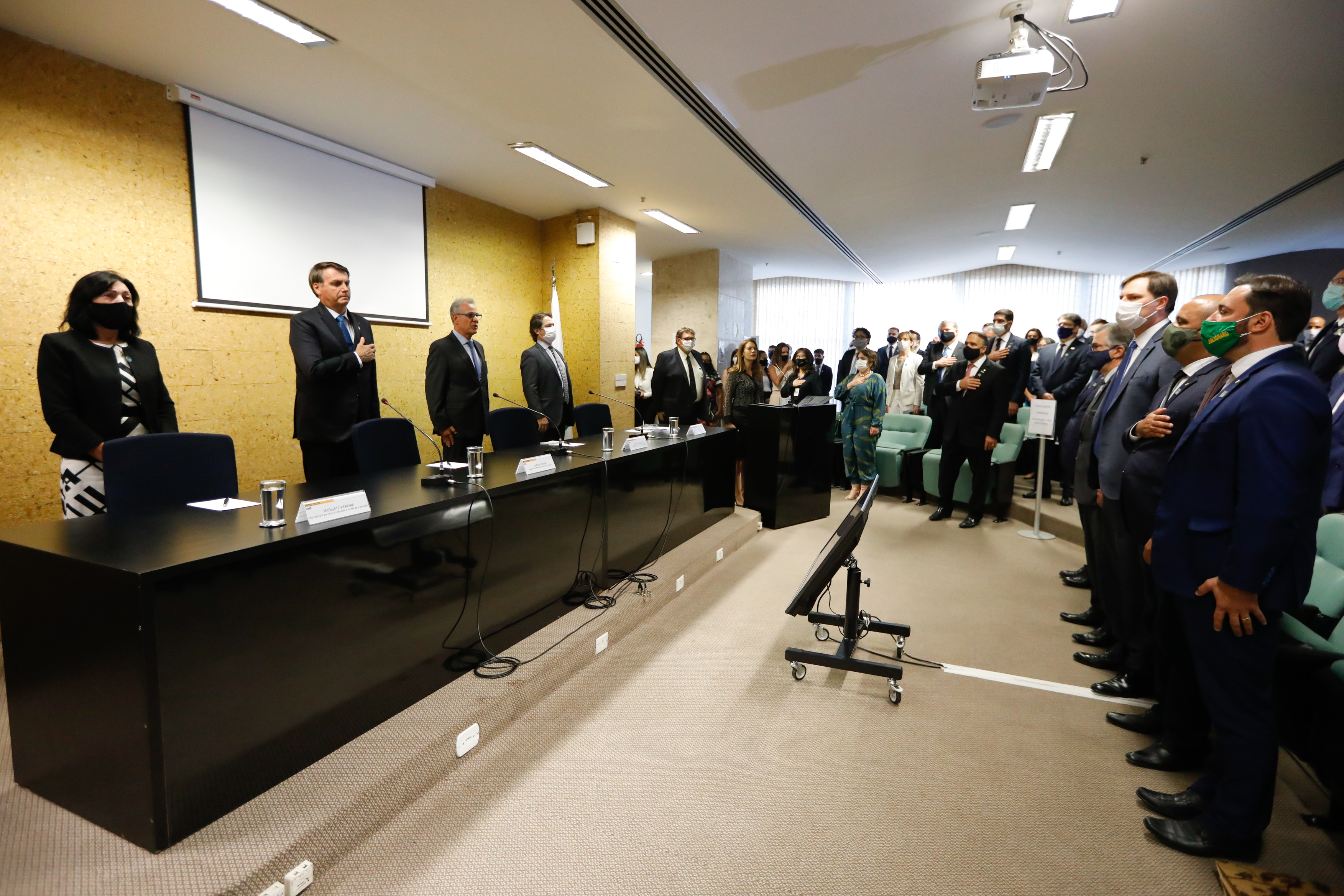
Cerimônia de Lançamento do Programa Mineração e Desenvolvimento

- Obter e dispor de dados oficiais sobre a mineração em todas as fases da atividade mineral;
- Propor melhorias ao setor mineral brasileiro a partir de experiências internacionais exitosas;
- Promover o desenvolvimento socioeconômico local e regional, com responsabilidade ambiental;
- Estimular a implantação de minas com tecnologias de baixo impacto ambiental e alto ganho social;
- Incentivar a inserção tecnológica nas pequenas e médias empresas de mineração;
- Reduzir a quantidade de processos minerários pendentes de decisão administrativa;
- Reestruturar e modernizar a Agência Nacional de Mineração (ANM);
- Aprofundar a interação da sociedade com o setor mineral;
- Aperfeiçoar os mecanismos de fiscalização e controle;
- Adotar medidas para a atração de investimentos públicos e privados, nacionais e internacionais;
- Divulgar a mineração como atividade essencial para a sociedade e a sua importância para o país;
- Regulamentar a possibilidade de mineração em terra indígena e faixas de fronteira e agilizar as outorgas de títulos minerários;
- Minimizar a dependência de minerais importados e buscar soluções para os entraves nas atividades do setor minerário;
- Estimular a pesquisa geológica de bens minerais considerados prioritários para o país e contribuir para o aumento da oferta hídrica no semiárido do Nordeste;

## Setor de mineração brasileiro
Em julho de 2020, o Brasil extraiu 88 tipos de minérios do subsolo brasileiro, o que demonstra a riqueza mineral ampla e diversificada que o país possui. Os Minerais no Brasil contribuem com cerca de 2,5% do PIB, geram mais de R$ 50 bilhões em tributos e royalties ao ano, cerca de três milhões de empregos diretos e indiretos e têm importante peso na pauta de exportações, contribuindo de modo expressivo para o saldo positivo da balança comercial.
Somente o minério de ferro, nos últimos oito meses, ocupou o segundo lugar no ranking das exportações totais do país, com US$ 14,2 bilhões. O Instituto Brasileiro de Mineração estima que os investimentos em novos projetos no setor atingirão US$ 37 bilhões até 2024, cerca de US$ 9 bilhões a US$ 10 bilhões por ano.

## Críticas
Uma análise do Observatório da Mineração, com base em documentos oficiais obtidos através da Lei de Acesso à Informação, concluiu que o Programa foi essencialmente ditado pelo mercado, com um texto  estabelecido após consultas a uma extensa série de empresas, associações empresariais e parlamentares ligados aos setor da mineração, mas sem nenhuma consulta pública à sociedade civil. Cerca de 60% das metas do Programa dizem respeito de alguma maneira ao carvão, que causa um grande impacto ambiental.
Para a pesquisadora Camila Jakimiu, o Programa se apropria do discurso da sustentabilidade, coloca a ciência a serviço do capital, prejudica os povos indígenas e fragiliza a legislação ambiental, sendo uma via institucional concebida para consolidar uma prática mineradora que já revelou produzir extensos impactos ambientais e sociais no país. Segundo análise do Movimento pela Soberania Popular na Mineração e do Movimento dos Atingidos por Barragens, o Programa dá mais espaço para o capital estrangeiro, flexibiliza leis ambientais, promove a destruição do meio ambiente e ataca direitos dos povos indígenas. Jarbas Vieira, coordenador do MAB, declarou ainda que "chega a ser ridículo um governo como esse colocar que ele terá responsabilidade com os impactos ambientais e sociais causados pela mineração. A prática do governo não é de preocupação com os povos ou com meio ambiente, vide o que acontece agora com as queimadas e o que o governo tem feito com os garimpos ilegais nas florestas nacionais. Praticamente o perdão do que eles têm feito".